# 喜 (秦)
喜（き、紀元前262年 - 紀元前217年）は、中国戦国時代末期から秦代にかけて秦に仕えた地方官吏。姓は不明。1975年、湖北省雲夢県の睡虎地十一号墓から被葬者と共に出土した睡虎地秦簡の検証の結果、この墓の被葬者で睡虎地秦簡の作成者または所持者と推定された。睡虎地秦簡は彼の経歴と同時期の出来事を中心に記載された「編年記」以外にも、「語書」や「秦律十八種」など当時の秦の法制といった、多岐に渡る記録がされている。

## 「編年記」による履歴
以下は出土した睡虎地秦簡の中の「編年記」の記載を基とする。
昭王45年12月甲午（紀元前262年1月14日）、秦の南郡安陸県（現在の湖北省孝感市安陸市）にて誕生。この安陸は楚の旧首都郢であり、昭王29年に秦がこの地を攻めて占領した。
今3年（紀元前245年）、19歳のときに官吏となる。以後周辺の下級官吏を歴任して28歳の時に鄢県の「治獄」となった。「治獄」というのは官職名ではなく、裁判関連の職務を担当したという意味であると思われる。この「治獄」以降は官吏としての記述はない。
その後に従軍し、今15年（紀元前233年）の平陽の戦いにも参加していたようである。
今28年に始皇帝の安陸巡幸を見る。今30年（紀元前217年）をもって「編年記」は終了するために、喜はこの年からそう遠くない時に世を去ったと思われる。この年に喜は46とすれば後述の発掘と合致する。
家族として2年下の弟に敢、11年下の弟に速。子として喜27歳（始皇11年）のときに長男の獲、34歳（同18年）のときに次男の恢、および43歳（同28年）のときに娘がいたと推察される（妻に関しては記載がない。）。

## 発掘から見る喜
喜の遺骨から死亡した時に40余歳と推察される。これは上記の「編年記」と合致する。睡虎地秦墓の中でも多くの副葬品が納められていたこと、その数が同時代の他の墓と比べても多い方に部類されることからそれなりに有力な一族の生まれであったと推察される。